# Heven (märkisches Adelsgeschlecht)

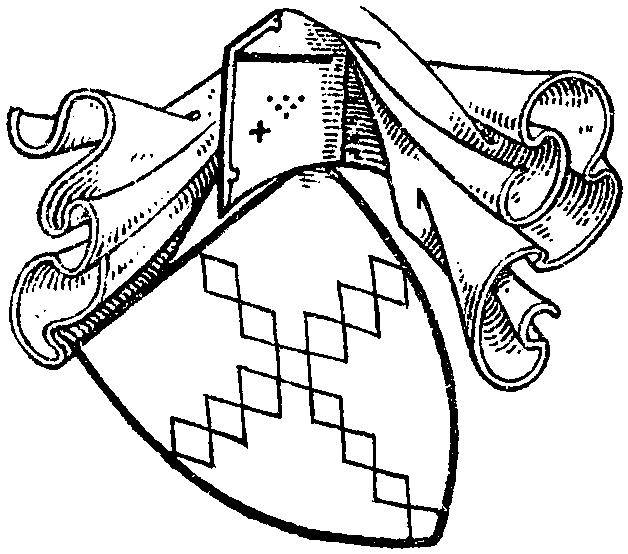
Wappen derer von Hewen im Wappenbuch des Westfälischen Adels

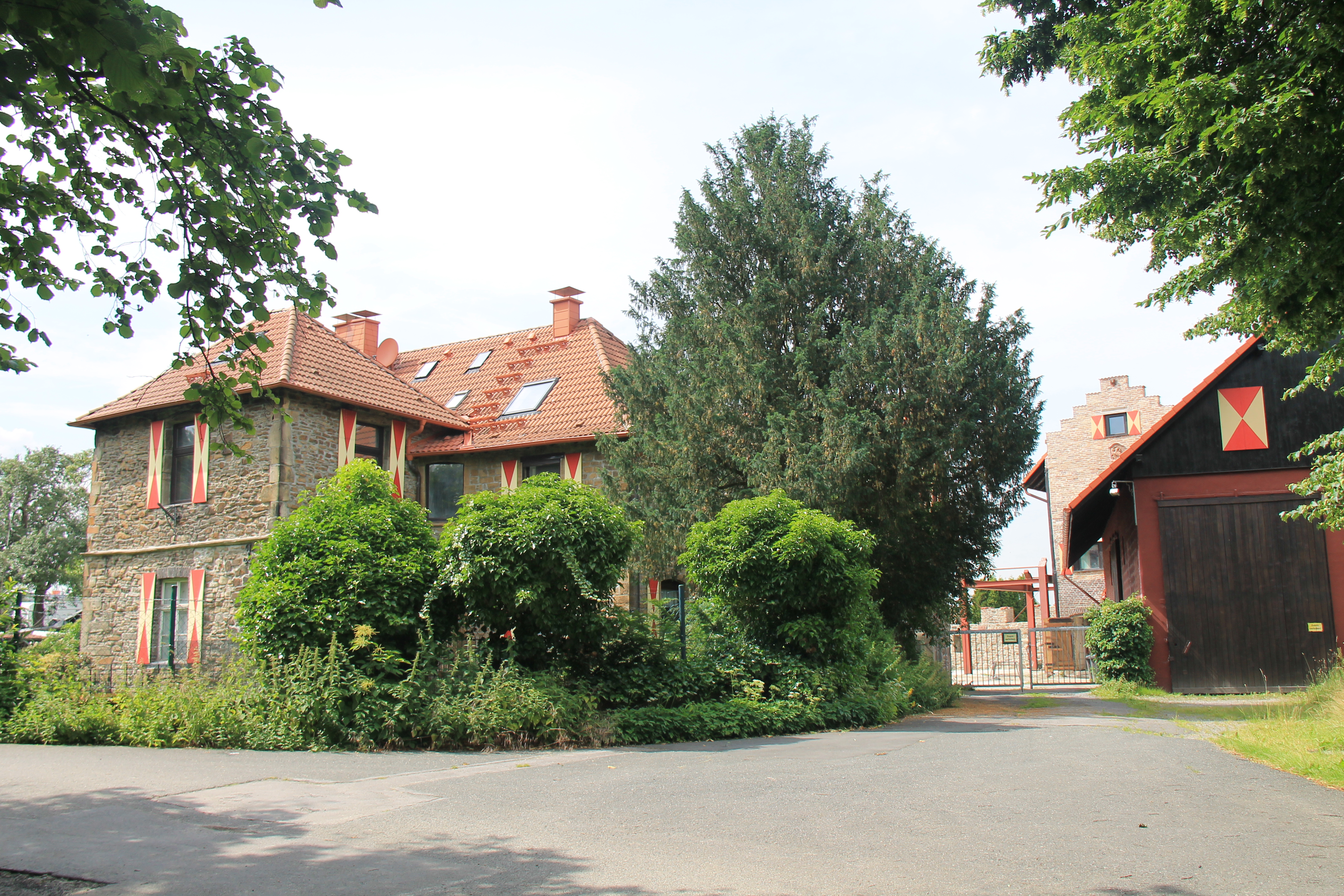
Haus Heven, 2013

Heven (auch Hewen, von der Hevene o. ä.) ist der Name eines erloschenen westfälischen Adelsgeschlechts.
Die Familie ist zu unterscheiden von dem münsterländischen Adelsgeschlecht Heven und den schwäbischen  Freiherren von Hewen.

## Geschichte
Der namensgebende Stammsitz des Geschlechts war Haus Heven am Oelbach in der Grafschaft Mark. Bei der Familie handelt es sich um eine Linie der wappengleichen Herren von Luttelnau, benannt nach Burg Luttelnau im Ruhrtal, einer Motte, von der heute noch der Kattenturm erhalten ist.
Im 14. Jahrhundert findet sich ein Gerlach von Luttelnau auf Haus Heven. 1343 war der Lehnsnehmer dessen Sohn Henrici de Lutzelowe, der sich nach dem nahegelegenen Dorf Heven dann auch Henrich von der Hevene nannte. 1350 treten finden sich Diederich, Herman und Heinrich von der Hevene. 1390 wurde Gerhard van der Hevene vom Werdener Abt Bruno von Rennenberg mit dem Schloss und der Mühle Suthoff samt den dortigen Gütern und dem Gut Velthaus in Altenbochum belehnt. Wie aus einem Lehngüterverzeichnis aus der Zeit um 1412 ersichtlich, erhielt dieses Gut Velthaus in Altenbochum später auch Gerlacus ther Hevene vom Werdener Abt Adolf III. von Spiegelberg (1398–1438) zum Lehen.
Den Hof Heven baute die Familie zu einer Wasserburg aus. Aber schon zu Beginn des 15. Jahrhunderts kam Haus Heven an die Herren von Vaerst. Damit scheinen die Herren von Heven ungefähr zeitgleich wie die Herren von Luttelnau in der ersten Hälfte des 15. Jahrhunderts ausgestorben zu sein.

## Wappen
Blasonierung: Im Schild ein Weckenkreuz. Helmzier und Tingierung sind nicht bekannt.